# Lothringer13/laden

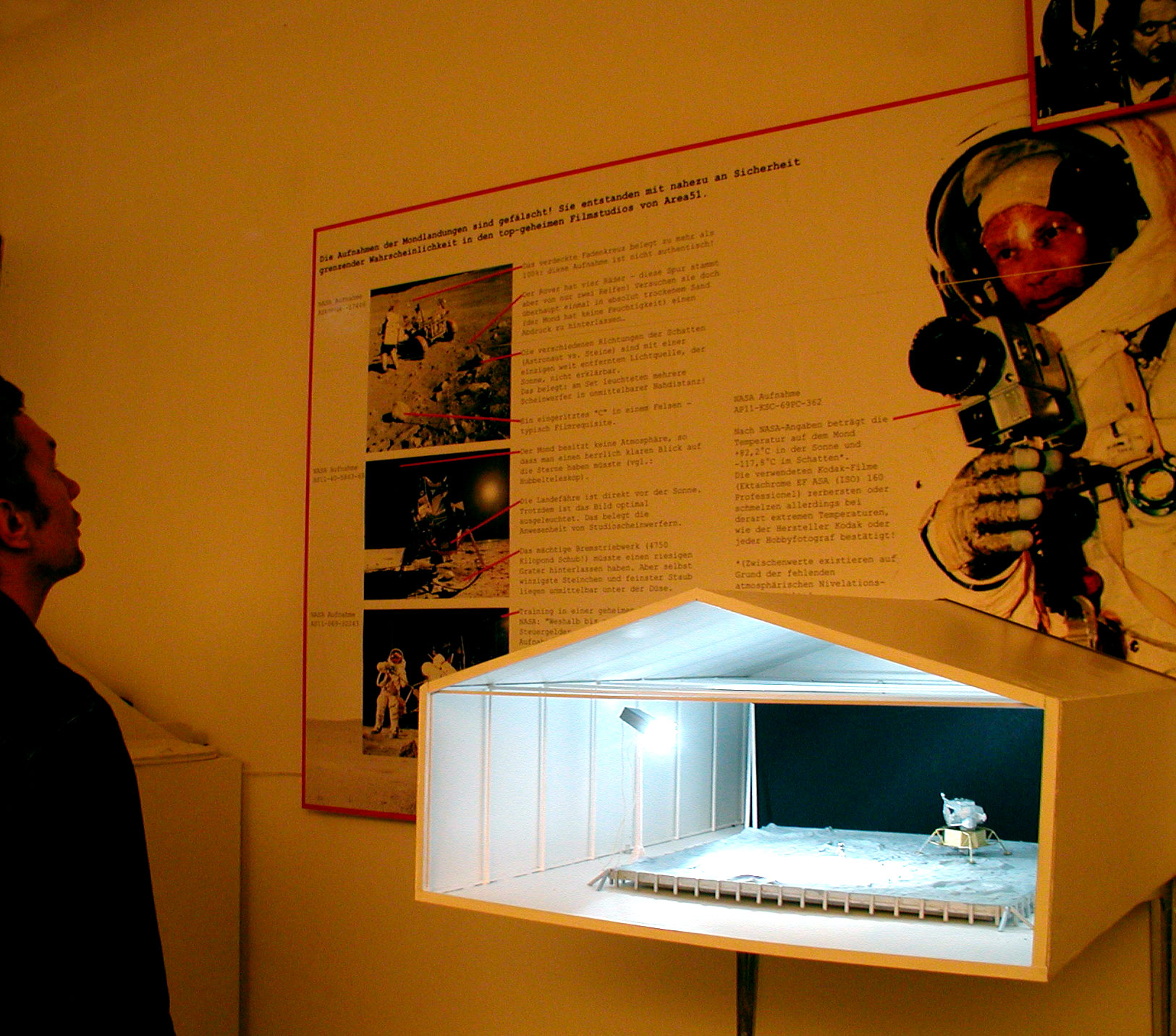
Darstellung des Moon-Hoax in einer Ausstellung von Anne Hacket und Alexis Dworsky über „Verschwörungstheorien“, 2004

Innenansicht des Lothringer13/laden, Ausstellung „Schaum“ von Tommy Schmidt und Josef Trattner, 2005

Der Lothringer13/laden war eine Einrichtung des Kulturreferats der Landeshauptstadt München. 2014 wurde Lothringer13/laden in Lothringer13_Florida umbenannt und zog in das Rückgebäude neben der Halle. Lothringer13_Florida ist autonomer Bestandteil des Kunst- und Kulturkomplexes Lothringer13.

## Geschichte
Ins Leben gerufen wurde Lothringer13/laden 2000 von Julian Nida-Rümelin. Er etablierte sich als überregionale Plattform für Medienkunst. Der Fokus lag dabei auf einem interdisziplinären Rahmenprogramm. Der Kunsthistoriker Wolfgang Ullrich bezeichnete die Praxis des Lothringer13/laden, kunstfremde Personen und deren Aktivitäten ins Rahmenprogramm der Ausstellungen einzubinden, als „soziales Readymade“. Die eigentliche Ausstellung wurde hierbei zur Plattform verschiedenster Aktivitäten und Veranstaltungen. Dass dabei oftmals gängige Konventionen des Kunstbetriebs hinterfragt und ausgehebelt wurden, bringt dem Raum ambivalente Rezensionen ein. Während diesen Ansatz Netzforen und die „Medienszene“ teils frenetisch lobten, wurde er von konventionellen Kritikern skeptisch beurteilt oder gar abgelehnt.

## Ausstellungen und Veranstaltungen
Jährlich fanden etwa fünf Ausstellungen statt. Sowohl in deren Rahmenprogramm als auch von diesen unabhängig gab es bis zu 50 Veranstaltungen pro Jahr. Exemplarisch seien als Künstler, bzw. Künstlergruppen hier monochrom und Heinrich Gartentor genannt. Als Veranstaltungen wurde zum Beispiel ein ironischer Bob-Ross-Malkurs oder eine Demonstration für die IT-Branche durch den Münchner Stadtteil Haidhausen abgehalten.

## Kuration
Kuratiert wurde der Lothringer13/laden von einer sich stets stückweise ändernden Gruppe Kulturschaffender. Patrick Gruban, Angela Dorrer und Klara Hobza initiierten diesen Prozess 2000. Das Team setzte sich zusammen aus Christian Hartard (Kunsthistoriker und Künstler), Yvonne Leinfelder (Künstlerin), Heidi Mühlschlegel (Künstlerin), Carmen Runge (Künstlerin), Verena Seibt (Künstlerin) und Felix Ruhhöfer. Im Unterschied zum konventionellen Kunstbetrieb nahm dieses Kuratorium aktiv an der Programmgestaltung teil, intervenierte also teilweise auch künstlerisch.

## Publikationen
- 5 Jahre program angels/lothringer13, 2005, ISBN 3-00-017147-9.